# Grevilleeae
Grevilleeae es una tribu de plantas de la familia Proteaceae que tiene los siguientes géneros.
Una tribu con tres géneros, Hakea que se limita a Australia, otro Grevillea  que se extiende a Sulawesi, Nueva Guinea y Nueva Caledonia, y el tercero Finschia que se encuentra al oeste del Pacífico.

## Géneros
- Finschia -
- Grevillea -
- Hakea